# حسينة صافي
حَسينَة صافي (10 ديسمبر 1975) سياسية وناشطة حقوق المرأة أفغانية. شغلت منصب وزيرة لشؤون المرأة بالإنابة منذ 21 أبريل 2020 حتى سقوط كابل في 15 أغسطس 2021. 

## سيرتها
ولدت حَسينَة بنت عبد الرحيم جلالي بولاية لغمان في 10 ديسمبر 1975/ 7 ذو الحجة 1395. أكملت تعليمها الابتدائي في مدرسة ناهد شهيد الثانوية ومدرسة مالالاي الثانوية وأكملت تعليمها العالي في مركز تدريب المعلمين وتعلمت الإنجليزية، وحصلت على درجة البكالوريوس في القانون والعلوم السياسية من جامعة شروق الشمس (طلوع آفتاب)، وهي تتقن اللغة الأردية والبشتوية.

بدأت أنشطتها الأولى في سن الخامسة عشرة كأمينة مكتبة للنساء المهاجرات الأفغانيات في باكستان، وبعد ذلك عملت مدرسة ومساعدة، ودخلت المنظمات الوطنية والدولية ومركز تعليم المرأة الأفغانية، وأنضمت إلى برنامج الأمم المتحدة الإنمائي ، وشبكة النساء الأفغانيات ، والمجلس الأعلى للسلام. فبرزت بوصفها داعمة للتعليم المرأة الأفغانية خلال جمهورية أفغانستان الإسلامية. 

في 21 أبريل 2020، عينها الرئيس أشرف غني وزيرة لشؤون المرأة بالإنابة.  ولكنها فشلت في الحصول على ثقة البرلمان للوصول إلى الوزارة في 30 نوفمبر، بأغلبية 114 صوتًا من 123. 